# Asa’el

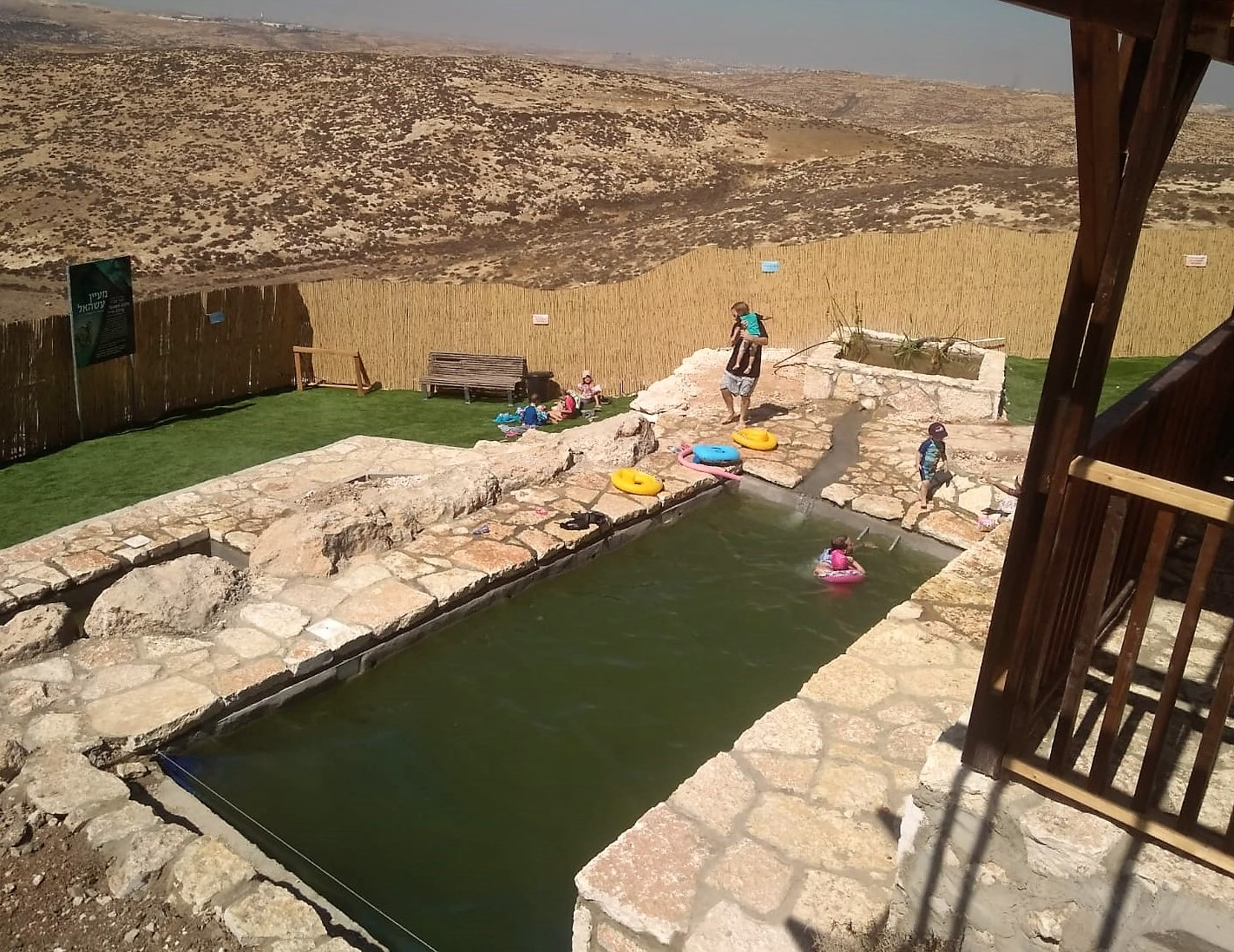
Basen w Asa’el

Asa’el (hebr. עשהאל) – nieautoryzowane osiedle żydowskie na Zachodnim Brzegu w Samorządzie Regionu Har Chewron. Leży ono na wschód od Obszaru Przemysłowego Me'itarim oraz na południe od palestyńskiego miasta As-Samu. Znajduje się przy drodze nr 317, na wschód od drogi nr 60 i drogi z Beer Szewy.

## Nazwa
Asa’el w języku hebrajskim oznacza „stworzony przez Boga”. Asa’el był postacią starotestamentową, siostrzeńcem króla Dawida i dowódcą jego wojsk.

## Historia
Osiedle zostało założone w 2001 roku przez kilka rodzin, które chciały stworzyć rolnicze osiedle dla rodzin religijnych i świeckich. Osiedliły się one na wzgórzu, wznosząc wieżę ciśnień i instalując generator prądu. W 2005 roku do Asa’el wprowadziła się grupa rodzin ba’alej tszuwa. Oficjalna strona internetowa osiedla informuje, że Asa’el powstało na państwowej ziemi na podstawie decyzji rządowej.
W osiedlu mieszka 60 rodzin, w tym 200 dzieci do dwudziestego roku życia. Obecny charakter miejscowości określa się mianem religijnego. W 2018 roku pojawiła się kwestia ewentualnej ewakuacji osiedla. Rząd Izraela został zobowiązany do określenia statusu osiedla, czy jest ono stałe czy tymczasowe. Dodatkowo część ruchomych domów, które miały stanowić nową część Asa’el, zostały uznane za nielegalne. W styczniu 2019 roku minister bezpieczeństwa publicznego – Gilad Erdan – zaapelował do premiera Binjamina Netanjahu o uznanie Asa’el za pełnoprawne osiedle. Zwrócił uwagę, że infrastruktura drogowa, sanitarna i elektryfikacyjna są w złym stanie i wymagają renowacji. Samorząd Regionu Har Chewron poparł apel ministra, twierdząc, że tylko poprzez legalizację mieszkańcy będą mogli rozwinąć swoje miejsce zamieszkania.
Strona organizacji Pokój Teraz podaje, że w 2018 roku na zachód od Asa’el powstało sąsiedztwo o nazwie Asa’el Ma’araw.

## Infrastruktura
W Asa’el swój oddział ma ruch Bene Akiwa. Mieszkańcy mogą korzystać ze żłobka, przedszkoli, klubu i synagogi. Dodatkowo w osiedlu funkcjonuje mykwa dla kobiet i mykwa dla naczyń. Chłopcy mogą korzystać z chederu. W Asa’el znajduje się także basen dla dzieci.